# Paola Madriñán
Ana Paola Madriñán Villegas (Cali, Valle del Cauca, 18 de octubre de 1973) es una exciclista colombiana de ruta. Fue campeona de la prueba de contrarreloj en ruta del Campeonato Panamericano de Ciclismo en Ruta en 2004, 2008 y 2010 y campeona de ciclismo en ruta en los Juegos Sudamericanos en 2010. En su país fue campeona en cuatro oportunidades del Campeonato de Colombia de Ciclismo Contrarreloj, en cuatro oportunidades del Campeonato de Colombia de Ciclismo en Ruta y en tres oportunidades del Tour Femenino de Colombia.
Asimismo, Paola Madriñán representó a Colombia en 2003, 2004 y 2007 en los Campeonato Mundial de Ciclismo en Ruta de la UCI. 

## Palmarés[1]
1999 
- 3º en el Campeonato de Colombia Contrarreloj
- Campeonato de Colombia en Ruta

2002 
- 3º en el Campeonato de Colombia Contrarreloj
- 3º en el Campeonato de Colombia en Ruta
- 2.º en los Campeonato Panamericano de Ciclismo en Ruta en Contrarreloj

2003 
- 2º en el Campeonato de Colombia Contrarreloj
- Campeonato de Colombia en Ruta

2004 
- Campeona en Campeonato Panamericano de Ciclismo en Ruta en Contrarreloj
- Campeonato de Colombia Contrarreloj
- Campeonato de Colombia en Ruta

2005 
- 3.º en los Campeonato Panamericano de Ciclismo en Ruta en Contrarreloj

2007
- Tour Femenino de Colombia

2008 
- Campeona en Campeonato Panamericano de Ciclismo en Ruta en Contrarreloj
- Campeonato de Colombia Contrarreloj
- Campeonato de Colombia en Ruta
- Tour Femenino de Colombia

2009 
- Campeonato de Colombia Contrarreloj
- Tour Femenino de Colombia

2010 
- 2.º en los Juegos Sudamericanos en Contrarreloj Ruta
- Campeona en los Juegos Sudamericanos de Ciclismo en Ruta
- Campeona en Campeonato Panamericano de Ciclismo en Ruta en Contrarreloj
- 3º en Juegos Centroamericanos y del Caribe en Contrarreloj en Ruta
- Campeonato de Colombia Contrarreloj